# Butanal
Butanal (C4H8O) je organska spojina oz. analogni aldehid butana kot tudi izomer butanona. Je brezbarvna vnetljiva tekočina z zelo neprijetnim ostrim vonjem. Najbolj se meša z organskimi topili.
Pridobiva se s katalitsko dehidrogenacij n-butanola, katalitsko hidrogenacijo crotonaldehida ali preko hidroformacije propilena.
Ob izpostavljenosti zraku, se oksidira v obliki maslene kisline.
Ima poseben masten vonj. Je zdravju škodljivo pri zaužitju, vdihavanju ali absorbciji skozi kožo.Povzroča opekline. Ob visoki izpostavljenosti lahko povzroči kopičenje tekočine v pljučih (pljučni edem). Zato je vdihavanje lahko usodno.

## Nevarne lastnosti
Draži oči, dihala in kožo. Stik s kožo lahko povzroči preobčutljivost.
V primeru vdihovanja draži dihalno pot; povzroča kašljanje, boleče grlo, lovljenje sape, pri čemer se lahko simptomijo pojavijo naknadno.
Nad 37 stopinjami Celzija je mešanica z zrakom ekspolzivna. Kot produkt termičnega razpada ali gorenja se sproščata ogljikov monoksid in ogljikov dioksid.

### Toksičnost
- ribe: LC50 = 23 mg/l (Carassius auratus (zlata ribica)), LC50 = 4,98 mg/l (Leusiscus idus)
- nevretenčarji: EC50 = 8,2 mg/l (Daphnia magna)
- alge: IC50(72 ur) = 5,2 mg/l (Selenastrum capricornatum)

Snov je strupena za vodne organizme v koncentracijah LC50/EC50/IC50 med 1 in 10 mg/l za občutljivejše vrste.